# Ljusbrynad mjukstjärt
Ljusbrynad mjukstjärt (Thripophaga fusciceps) är en fågel i familjen ugnfåglar inom ordningen tättingar.

## Utseende och läte
Ljusbrynad mjukstjärt är en medelstor tätting med rödaktiga vingar och stjärt. Jämfört med liknande taggstjärtar är den mer enfärgat brun med tjockare grå näbb. Den är mindre och slankare än fåglar som gulögd lövletare och gulpannad lövletare och saknar tydliga teckningar. Lätet är ett lågt och utdraget tjattrande.

## Utbredning och systematik
Ljusbrynad mjukstjärt delas in i tre underarter:
- Thripophaga fusciceps dimorpha – förekommer lokalt i nordöstra Ecuador och nordöstra Peru, sydöstra Peru (Pasco söderut till Puno)
- Thripophaga fusciceps obidensis – förekommer i östra Amazonområdet i Brasilien (Rio Madeira till Rio Tapajós)
- Thripophaga fusciceps fusciceps – förekommer i norra Bolivia (Beni, östra La Paz och norra Cochabamba)

## Levnadssätt
Ljusbrynad mjukstjärt hittas i säsongsmässig översvämmad skog. Där ses den födosöker i undervegetation och upp till medelhög höjd, framför allt nära vatten. Jämfört med taggstjärtar är den mer akrobatisk när den kryper utmed trädgrenar och plockar byten likt en lövletare.

## Status
Arten har ett stort utbredningsområde och beståndet anses vara stabilt. Internationella naturvårdsunionen IUCN listar den därför som livskraftig (LC).